# 5. april
5. april er dag 95 i året i den gregorianske kalender (dag 96 i skudår). Der er 270 dage tilbage af året.
Irenes dag. Den standhaftige og fromme Irene blev sammen med sine søstre Agape og Chionia anklaget for at være i besiddelse af kristne bøger. De blev brændt på bålet i Saloniki i 304 sammen med deres bøger, efter de nøgne var ført til et bordel, hvor de dog ikke blev forulempet.

### Begivenheder
Født - Dødsfald
- 1428 - En hanseatisk flåde angriber København, der i sit forsvar mod angriberne for første gang i danmarkshistorien benytter artilleri.[1]
- 1812 - Rusland og Sverige slutter forbund og aftaler, at den danske konge skal tvinges til at afstå Norge til den svenske konge.
- 1818 - Chilenske oprørere ledet af Bernardo O'Higgins vinder ved Slaget om Maipú en vigtig sejr over Spanien under Chiles uafhængighedskrig.
- 1908 - H.H. Asquith bliver britisk premierminister, efter at Henry Campbell-Bannerman har trukket sig tilbage af helbredsgrunde.
- 1930 - Gandhi bliver arresteret af de britiske myndigheder i Indien under Saltmarchen.
- 1933 - Konflikten om Østgrønland afsluttes ved en afgørelse fra Den Internationale Domstol i Haag, der giver Danmark suverænitet over hele Grønland
- 1946 - De sovjetiske tropper forlader Bornholm, efter at Danmark har afgivet løfte om, at kun dansk militær vil overtage bevogtningen. Russerne havde besat Bornholm den 9. maj året før, da den tyske besættelsesmagt her nægtede at kapitulere. Den russiske besættelse var forløbet fredeligt.
- 1951 - Ægteparret Julius og Ethel Rosenberg dømmes i New York til døden for spionage til fordel for Sovjetunionen.
- 1982 - Irmas tre hovedaktionærer, Gutenberghus, Privatbanken og Odense Ægforretning, accepterer at Brugsen (FDB-kæden) kan købe Irma-kæden for 298 millioner kr.
- 1983 - Piloten på et dansk F-16 jagerfly overlever et styrt ved at kaste sig ud med katapultsæde. Flyet var blevet ramt af et kraftigt lyn, som forårsagede styrtet.
- 1989 - Kommunistpartiets magtmonopol i Polen bliver brudt, da regeringen og oppositionen indgår en aftale, der betyder at 35 procent af pladserne i det polske parlament, Sejmen, skal vælges gennem frie valg - og et nyt førstekammer, Senatet, skal indrettes med 100 pladser gennem frie valg. Fagbevægelsen Solidaritet og studenterorganisationen NZS bliver samtidig igen gjort lovlige. Det er Solidaritets leder, Lech Wałęsa, der har forhandlet aftalen på plads med den polske indenrigsminister.
- 1990 - Ejeren af Jysk Sengetøjslager, Lars Larsen, meddeler på et pressemøde, at han opretter et rejsebureau - Larsen Rejser.
- 1992 - Parlamentet i Bosnien-Hercegovina vedtager en uafhængighedserklæring fra Den Socialistiske Føderale Republik Jugoslavien, hvilken dagen efter leder til Krigen i Bosnien-Hercegovina.
- 1992 - De første danske FN-soldater sendes til det borgerkrigshærgede Kroatien i det tidligere Jugoslavien. 860 soldater blev sendt med tog til grænsen mellem Kroatien og Bosnien-Hercegovina.
- 1994 - En 35-årig sindsforvirret mand dræber to og sårer to andre kvindelige studerende på Aarhus Universitet, og begår derefter selvmord.
- 1998 - Akashi-Kaikyo-broen indvies i Japan, og er med sit spænd på 1.991 meter verdens længste hængebro.
- 2010 - Ved en flyulykke i Sæby styrter et Piper PA-28 Cherokee fly ned og 3 ud af 4 ombordværende omkommer.

### Født
- 1588 - Thomas Hobbes, engelsk filosof (død 1679).
- 1830 - Vilhelm Petersen, dansk arkitekt (død 1913).
- 1875 - Thøger Larsen, dansk digter (død 1928).
- 1888 - A.C. Højberg Christensen, dansk politiker (død 1972).
- 1900 - Spencer Tracy, amerikansk skuespiller (død 1967).
- 1908 - Bette Davis, amerikansk skuespillerinde (død 1989).
- 1908   - Herbert von Karajan, østrigsk dirigent (død 1989).
- 1908   - Ingemar Hedenius, svensk filosof (død 1982).
- 1909 - Albert R. Broccoli, amerikansk forfatter (død 1996).
- 1909 - Jannik Bjerrum, dansk kemiker og professor (død 1992)
- 1916 - Gregory Peck, amerikansk skuespiller (død 2003).
- 1929 - Ivar Giæver, norsk fysiker.
- 1937 - Colin Powell, amerikansk udenrigsminister (død 2021).
- 1946 - Björn Granath, svensk skuespiller (død 2017).
- 1946 - Jane Asher, engelsk skuespillerinde.
- 1950 - Agnetha Fältskog, svensk sangerinde i ABBA.
- 1968 - Mette Lisby, dansk stand-up komiker og skuespiller.
- 1976 - Fernando Morientes, spansk fodboldspiller.

### Dødsfald
- 1796 - Ole Henrik Møller, dansk skolemand og personalhistoriker (født 1715).
- 1811 - Klaus Henrik Seidelin, dansk bogtrykker, forlægger og redaktør (født 1761).
- 1966 - Svend Fleuron, dansk forfatter (født 1874);
- 1975 - Chiang Kai-shek, kinesisk general og politiker (født 1887).
- 1976 - Howard Hughes, amerikansk industrimand (født 1905).
- 1994 - Kurt Cobain, amerikansk musiker (født 1967) - selvmord.
- 2001 - Sonya Hedenbratt, svensk sanger og skuespiller (født 1931).
- 2005 - Saul Bellow, amerikansk forfatter (født 1915).
- 2008 - Charlton Heston, amerikansk skuespiller (født 1923).
- 2012 - Barney McKenna, Irsk folklegende (født 1939).
- 2012   - Jim Marshall, engelsk forretningsmand og pioner indenfor guitarforstærkere (født 1923).
- 2020 - Margaret Burbidge, engelsk astrofysiker (født 1919).